# メリは外泊中
『メリは外泊中』（メリはがいはくちゅう、朝: 매리는 외박중）は、韓国KBSにて2010年11月8日から12月28日まで放送されたテレビドラマ。ウォン・スヨンによる同名のインターネット漫画を原作とし日韓共同制作によりドラマ化された。ソウルのお洒落スポット、弘大（ホンデ）をメインロケ地としたロマンチック・コメディである。

## あらすじ
恋愛らしい恋愛も未経験で素朴な大学生ウィ・メリはひょんなきっかけで新進気鋭のインディーズバンドのヴォーカリスト、カン・ムギョルと知り合う。
同じ頃借金を抱えたメリの父デハンは、実業家となった後輩ジョン・ソクと再会する。ソクの息子で音楽・映像プロデューサーとして躍進中のジョン・インは父から新ドラマ出資の条件として結婚する約束をしていた。
父親同士で互いの思惑込みに意気投合しメリとインの結婚話と見合いが当人たちを抜きに進んだが、本人に内緒で話を進めた父に憤慨したメリは家を飛び出し、周りからムギョルとの偽装結婚を提案されウエディングドレスでムギョルと結婚写真を撮る。
見合い相手が結婚式を挙げたと聞いたインは、その相手は諦めて別の結婚相手を探そうと提案するものの父ソクはメリとの婚約を譲らないため、100日間の猶予を更に提案する。その100日で「彼氏」ムギョルか「婚約者」インのどちらかをメリが選ぶことに……
メリとムギョル、インの2人と、インが制作中の新ドラマ主演女優でありムギョルの元彼女でもあったソ・ジュンも巻き込んだ二重擬似「結婚」生活の中ではたしてメリはどちらか選ぶことができるのか。
インのドラマは無事成功するのか、ムギョルの音楽活動は？バンドメンバーやムギョルの奔放な母親ソヨン、ジュンのスキャンダル騒動、メリの亡き母エリを巡る謎なども絡んだ波乱の100日ラブストーリー。

## 登場人物
- ウィ・メリ：ムン・グニョン（日本語吹替：川庄美雪）24歳。父の借金のため休学してアルバイト中の大学生。幼い頃に母を亡くし父と二人暮らし。[2]
- カン・ムギョル：チャン・グンソク（日本語吹替：平川大輔）24歳。バンドの人気ボーカル兼ギタリスト。束縛を嫌うがメリに惹かれてゆく。[2]
- ジョン・イン：キム・ジェウク（日本語吹替：阪口周平）28歳。資産家の息子で音楽映像プロデュース会社代表。品が良く紳士的で堅実な青年。[2]
- ソ・ジュン：キム・ヒョジン（日本語吹替：佐古真弓）28歳。裕福な育ちの実力派女優。すれ違いから別れたムギョルの元恋人でもある。[2]
- ウィ・デハン：パク・サンミョン（日本語吹替：石住昭彦）45歳。メリの父で、子煩悩だが夢見がちで詐欺に遭い易く借金を娘に心配させている。[2]
- ジョン・ソク：パク・ジュンギュ（日本語吹替：水内清光）52歳。インの父で、日本で成功した実業家。病で帰国し、息子の安泰を願っている。メリの母が想い人だった。[2]
- ソヨン：イ・アヒョン（日本語吹替：湯屋敦子）41歳。ムギョルの母で、入れ込む男に毎回振り回され息子も振り回してしまう美女。[2]
- イ・アン：イ・ソノ（イ・ソンホ）　28歳。ソロ事務所のスターでインのドラマ主役に起用される。ジュンにアタックし続けている。[2]
- パン室長：シム・イヨン　31歳。口先だけの計略家でジュンのマネージャーになるが、スキャンダルなど騒動を次々に起こす。ムギョルも詐欺に遭う。[2]
- ソラ：イ・ウン（日本語吹替：山根舞）メリの友人、カフェのマネージャー
- ジヘ：キム・ヘリム　メリの友人、会社員
- リノ：キム・ミンギュ（日本語吹替：名村幸太朗）ムギョルのバンドのリーダー、ギタリスト

## 各国の放送
| 放送局                    | 放送期間                                       | 放送時間                                                  |
| 韓国                      | 韓国                                           | 韓国                                                      |
| ------------------------- | ---------------------------------------------- | --------------------------------------------------------- |
| KBS                       | 2010年11月8日 - 12月28日                       | 毎週月・火曜 21:55 -                                      |
| 日本                      |                                                |                                                           |
| DATV                      | 2011年2月16日 -                                | 不明                                                      |
| TBSテレビ（TBS）          | 2011年5月20日 - 6月10日                        | 平日10:05 - 11:00（韓流セレクト枠） 平日15:55 - 16:53     |
| 東北放送（TBC）           | 2011年6月6日 - 6月27日                         | 月曜 - 金曜 13:55 - 14:55                                 |
| テレビ山梨（UTY）         | 2011年6月20日 - 7月11日                        | 月曜 - 金曜 9:55 - 10:50                                  |
| テレビユー福島（TUF）     | 2011年6月23日 - 7月15日                        | 月曜 - 金曜 13:55 - 14:55                                 |
| 北陸放送（MRO）           | 2011年6月27日 - 7月19日                        | 月曜 - 金曜 13:55 - 14:50                                 |
| 北海道放送（HBC）         | 2011年7月                                      | 不明                                                      |
| 中部日本放送（CBC）       | 2011年7月6日 - 7月28日                         | 月曜 - 金曜 13:55 - 終了時刻不明 （ドラマ倶楽部枠で放送） |
| 青森テレビ（ATV）         | 2011年7月22日 - 8月12日                        | 月曜 - 金曜 14:50 - 15:45                                 |
| 静岡放送（SBS）           | 2011年7月25日 - 8月3日                         | 月曜 - 金曜 13:55 - 15:50 （2話連続）                     |
| 鹿児島読売テレビ（KYT）   | 2011年8月1日 - 8月22日                         | 月曜 - 金曜 16:53 - 17:50                                 |
| 信越放送（SBC）           | 2011年8月8日 - 8月31日 2012年4月24日 - 5月16日 | 月曜 - 金曜 13:55 - 14:50                                 |
| テレビ大阪（TVO）         | 2011年8月12日 - 9月5日                         | 月曜 - 金曜 9:00 - 9:54                                   |
| 新潟放送（BSN）           | 2011年8月18日 - 9月9日                         | 月曜 - 金曜 10:25 - 11:20                                 |
| チューリップテレビ（TUT） | 2011年8月24日 - 9月28日                        | 不明                                                      |
| 大分放送（OBS）           | 2011年9月5日 - 9月26日                         | 月曜 - 金曜 14:55 - 15:55                                 |
| 熊本放送（RKK）           | 2011年9月7日 - 9月29日                         | 月曜 - 金曜 14:00 - 14:55                                 |
| 長崎放送（NBC）           | 2011年10月7日 - 2012年1月27日                  | 金曜 24:20 - 終了時刻不明                                 |
| BS-TBS                    | 2011年12月2日 - 2012年1月27日                  | 毎週金曜 19:00 - 20:54（2話連続）                         |
| TVQ九州放送（TVQ）        | 2011年12月26日 - 2012年1月20日                 | 月曜 - 金曜 8:00 - 8:57 （朝のドラマシリーズ枠）          |
| 秋田放送（ABS）           | 2011年9月12日 - 10月19日                       | 不明                                                      |
| 山陰放送（BSS）           | 2012年1月10日 - 2月2日                         | 月曜 - 金曜 14:55 - 15:50                                 |
| テレビせとうち（TSC）     | 2012年7月24日 - 8月14日                        | 月曜 - 金曜 11:30 - 12:25                                 |
| BSフジ                    | 2015年1月13日 - 2月6日                         | 火曜 - 金曜 17:00 - 18:00                                 |
| 台湾                      |                                                |                                                           |
| 衛視中文台                | 2011年5月2日 - 7月                             | 月曜 21:00 - 22:00                                        |
| CHANNEL [V]               | 2011年5月9日 -                                 | 毎週月曜 22:00 - 23:00                                    |

### 日本
日本では2011年から2012年にかけてDATVやTBSおよびBS-TBS、地方テレビ局、2015年にはBSフジで放映された。日本版DVDはアミューズソフトより2011年に発売された。
日本版の吹き替え担当者は以下の通り。
- ウィ・メリ役 - 川庄美雪
- カン・ムギョル役 - 平川大輔
- ジョン・イン役 - 阪口周平
- ソ・ジュン役 - 佐古真弓
- ウィ・デハン役 - 石住昭彦
- ジョン・ソク役 - 水内清光
- カム・ソヨン役 - 湯屋敦子
- ソラ役 - 山根舞
- リノ役 - 名村幸太郎